# Alejandro Peñaranda
Alejandro Peñaranda Trujillo (Jamundi, 1993. november 4. – Cali, 2018. június 1.) kolumbiai labdarúgó, csatár.

## Pályafutása
2013-ban az Atlético Nacional labdarúgója volt, ahol bajnok és kupagyőztes lett a csapattal. 2014 és 2016 között az América de Cali, 2017–18-ban a Cortuluá játékosa volt.
2018. június 1-jén meggyilkolták Cristian Borja labdarúgó házában. Csapattársa Heisen Izquierdo megsérült a támadás során, Borja nem szenvedett sérülést.

## Sikerei, díjai
Atlético Nacional
- Kolumbiai bajnokság (Primera A)
  - bajnok: 2013 (Apertura és Clausura)
- Kolumbiai kupa
  - győztes: 2013